# 23 Korpus Armijny (Imperium Rosyjskie)
23 Korpus Armijny (ros. 23-й армейский корпус) – jeden z rosyjskich korpusów armijnych okresu Imperium Rosyjskiego.
Dowództwo korpusu stacjonowało w Warszawie.

## Struktura organizacyjna
Organizacja w 1914
- dowództwo i sztab – Warszawa
- 3 Dywizja Piechoty Gwardii – Warszawa
- 2 Dywizja Piechoty – Modlin
- Samodzielna Brygada Kawalerii Gwardii – Warszawa
- 23 dywizjon moździerzy (23-й мортирно-артиллерийский дивизион) – Góra Kalwaria
- 9 batalion saperów (9-й сапёрный батальон) – Warszawa

## Podporządkowanie

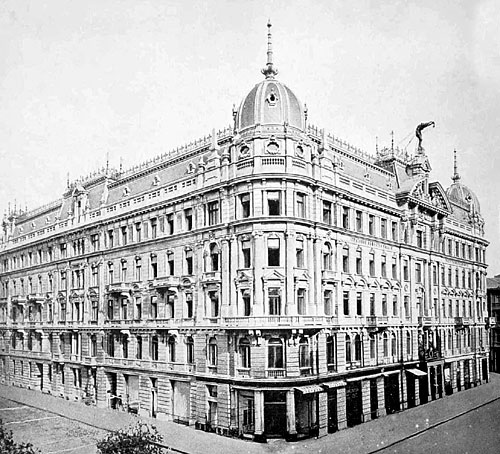
Warszawa na początku XX wieku

- 2 Armii (2 sierpnia – 15 listopada 1914)
- 5 Armii (15 grudnia 1914 – 7 lutego 1915)
- 8 Armii (od 28 lutego 1915)
- 1 Armii (24 kwietnia – 4 maja 1915)
- 13 Armii (od 24 lipca 1915)
- 3 Armii (od 2 sierpnia 1915)
- 5 Armii (1 września – 21 maja 1916)
- 11 Armii (od 1 czerwca 1916)
- 8 Armii (20 czerwca – 10 sierpnia 1916)
- 9 Armii (1 – 15 września 1916)
- 8 Armii (1 października 1916 – grudzień 1917)

## Dowódcy korpusu
- generał piechoty Kiprian Antonowicz Kondratowicz (15 sierpnia 1913 – 30 sierpnia 1914)
- generał-adiutant, generał piechoty Władimir Nikołajewicz Daniłow (30 sierpnia 1914 – 1 listopada 1914)
- generał porucznik, od 6 grudnia 1914 generał piechoty Leonid-Otto Ottowicz Sirelius (5 listopada 1914 – 28 grudnia 914)
- generał porucznik, od 22 marca 1915 generał piechoty Władimir Apołłonowicz Ołochow (28 grudnia 1914 – 1 lipca 1915)
- generał porucznik Nikołaj Aleksandrowicz Trietjakow (5 września 1915 – 12 września 1915)
- generał piechoty Arkadij Walentinowicz Syczewski (1 października 1915 – 19 października 1916)
- generał piechoty Eduard Władimirowicz Ekk (19 października 916 – 2 kwietnia 1917)
- generał porucznik Michaił Nikołajewicz Promtow (kwiecień 1917)
- generał major Wasilij Fiodorowicz Kiriej (wrzesień 1917)